# Appaloosa
Az Appaloosa egy félvér ló, nevét a Palouse folyó után kapta. Olaszországból spanyol közvetítéssel került Amerikába. Tulajdonságai közül a legjellemzőbb és a tenyésztés szempontjából a legfontosabb különleges színe.

## Története
A spanyol hódítók lovait a 18. század közepén az Nez Percé őslakosok elhurcolták és falvaikban tenyésztették tovább. Napjainkban az Appaloosa tenyésztését a krík őslakosok végzik az Egyesült Államok és Kanada nyugati részén. Albertában a fajtának nagy hagyományai vannak.

## Jellemzése
Mivel félvér és kiterjedten keresztezik a quarter lóval, ezért tulajdonságai vegyesek, tág határok között mozognak. A legjobb lovakat az arányos testfelépítés és a hibátlan lábszerkezet jellemzi. Marmagassága bottal mérve 147–157 cm között mozog, övmérete 180–195 cm, szárkörmérete 19,5 és 21,5 cm közt változik. Súlya 450–530 kg körül van. Tipikus ismertetőjele, hogy a szemein fehér ínhártya van, (fehér szín a szemben, mint az embereknél), rózsaszín bőrpigmentáció az orrlyukak és a lágyrészek körül valamint, függőlegesen csíkozott paták.
A legfontosabb tulajdonsága a színe: öt elismert szőrszínt tartanak nyilván a fajtánál.
- Párductarka: ebben az esetben a túlnyomóan fehér szőrszínű ló egész testén sötét, ovális kisebb kiterjedésű színes foltok vannak. Fekete, pej vagy sárga színű párductarkák léteznek.
- Hófedte tarka: az egész testet beborítják a foltok, főképpen a far körül (sabraktarka).
- Deres: Sötét alapszín, nagyobb fehér foltok, vagy pettyes takaró.
- Márványtarka: nagyobb színes foltok a jellemzőek, amelyek tűzötté válhatnak, az egész testen elszórva.
- Agáttarka: fehér és színes szőrök keverednek a testen.

## Hasznosítása
Könnyen kezelhető, masszív, strapabíró ló. Barátságos természete miatt nagyon jó hátasló. Tanulékony, jó munkakészségű, ezért hobbilóként éppúgy hasznosítják, mint sportlóként. A díjlovaglásban, távlovaglásban elterjedt, egyre népszerűbb a westernlovaglásban.